# 1975 v dopravě
Tento článek obsahuje seznam událostí souvisejících s dopravou, které proběhly roku 1975.

## Události
- 21. února 1975

 Byla dokončena stavba nové výpravní budovy železniční stanice Ostrava hlavní nádraží.
- 31. května 1975

 Rakouské dráhy ÖBB dokončily elektrizaci železniční tratě Linec – Summerau.
- 10. srpna 1975

 Britská experimentální naklápěcí jednotka APT (Advanced Passenger Train) dosáhla na trati Goring – Uffington rychlosti 245 km/h.
- 27. září 1975

 Byl elektrifikován úsek tratě České Budějovice – Veselí nad Lužnicí.
- 9. prosince 1975

 Uveden do provozu úsek dálnice D1 Velké Meziříčí-východ – Lhotka navazující na již 6. května dokončenou část Lhotka – Velká Bíteš. Celková délka úseků dálnice zprovozněných v roce 1975 tak činila 16,1 km. Z Brna tak bylo možné dojet po souvislém úseku dálnice až na okraj Velkého Meziříčí na Žďársku.

## Neznámé datum
Byla zrušena lesní úzkorozchodná železnice Vígľaš – Kyslinky.
 Ve Strasburgu v Pensylvánii bylo otevřeno železniční muzeum Railroad Museum of Pennsylvania.